# عبودی (شادگان)
عبودی ، روستایی از توابع بخش خنافره شهرستان شادگان در استان خوزستان ایران است. این روستا هم‌چنین به عنوان محله‌ای از شادگان به‌شمار آمده و به نام «کوی عبودی» مشهور است

این روستا یکی از روستاهای هایی است که تایفه عبود درآن زندگی میکنند

## جمعیت
این روستا در دهستان سالمی قرار دارد و براساس سرشماری مرکز آمار ایران در سال ۱۳۸۵، جمعیت آن ۲٬۷۷۶ نفر (۴۴۷خانوار) بوده‌است.